# Stenebyleden

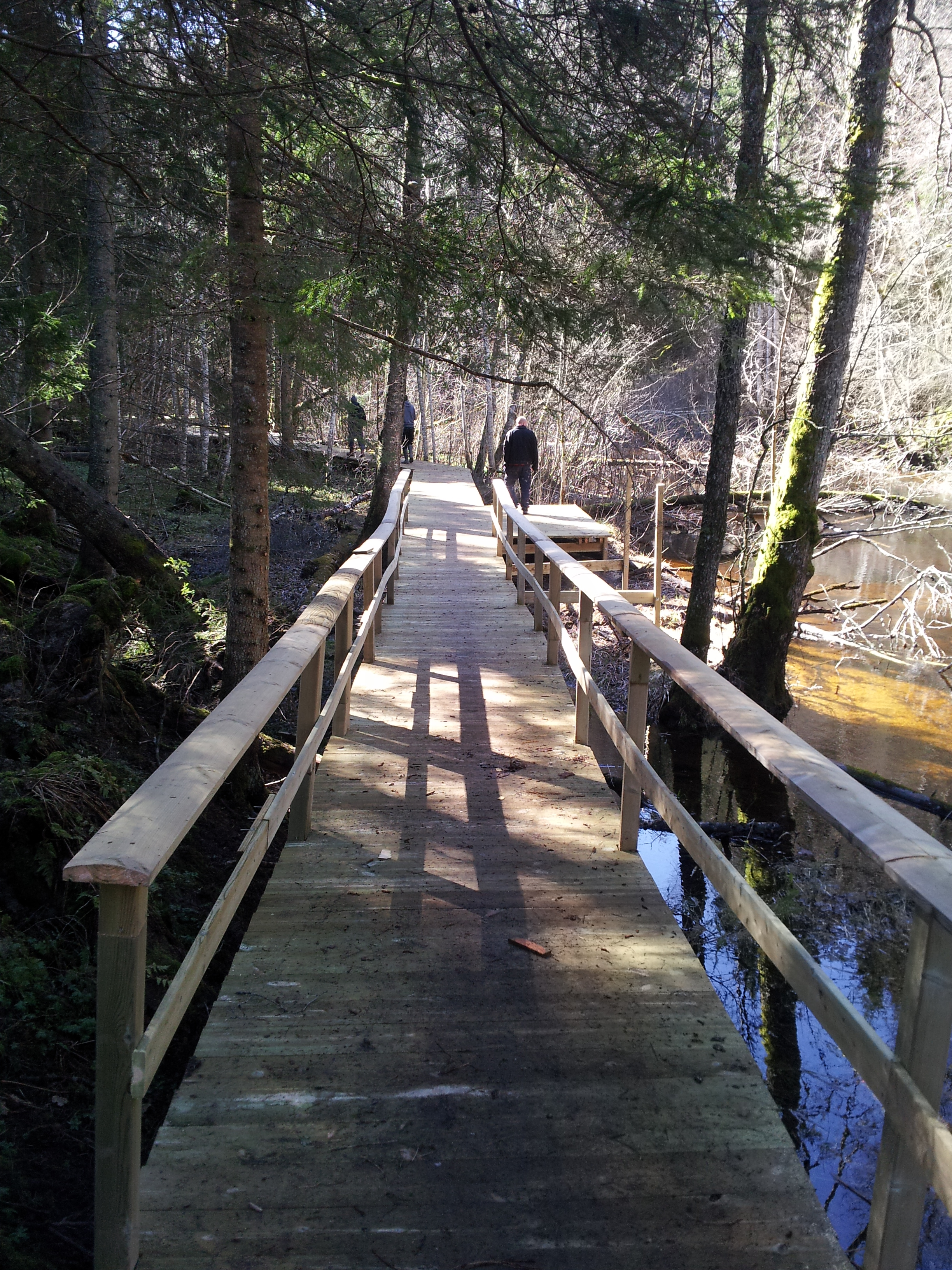
En av plattformarna och parti ovan vatten vid älven, våren 2014.

Stenebyleden är en 1,1 km lång vandringsled byggd helt i trä. Den ringlar sig fram längs med Stenebyälven i Bengtsfors kommun i landskapet Dalsland. 
Leden byggdes under vintern 2013−2014 och tog totalt 6 månader att färdigställa. Då hade man för hand burit ned över 20 000 meter virke till älven, sågat upp ca 7000 brädor till trallen och använt drygt 60 000 skruvar.
I och med att leden ringlar sig fram i ett annars svårtillgängligt naturområde, i direkt anslutning till Steneby naturreservat och dess jättegrytor, så är den något kuperad. Trots detta är leden byggd för att kunna åtnjutas med både rullstol och barnvagn och har således utjämnats något på de allra brantaste platserna, utrustats med räcken på de flesta platser och har en bredd på ca 150 cm. Längs med leden finns även en tipspromenad med lokal anknytning uppsatt. Denna finns förutom på svenska även översatt till engelska, kinesiska, norska och tyska.
Naturområdet som leden går genom är varierande och hyser således ett varierande växt- och djurliv. Gemensamt för alla naturtyper i området är att de är orörda[källa behövs] av människan och naturen har fått lov att ha sin gång. Leden går bland annat genom tät lövskog med några riktigt gamla granar och mycket död ved, där Stenebyälvens kristallklara (och drickbara[källa behövs]) vatten finns nära inpå. Detta ger utmärkta förutsättningar för öring, flodpärlmussla, bäver och en rad olika småfåglar.
Stenebyleden invigdes 12 juni 2014 av Kinas ambassadör i Sverige, Chen Yuming. Leden byggdes av äventyrscentret Dalslands Aktiviteter som ett första steg i en profilering mot naturturism, men den är helt gratis att vandra på.